# Hiszpański Sojusz Demokratyczny
Hiszpański Sojusz Demokratyczny (Alianza Democrática Española) – organizacja utworzona w 1942 roku w celu koordynacji działań hiszpańskich uczestników Francuskiego Ruchu Oporu. Został utworzony przez emigrantów, którzy po zwycięstwie wojsk gen. Francisco Franco w hiszpańskiej wojnie domowej schronili się we Francji. Sojusz został zawiązany na skutek porozumienia działających na emigracji organizacji anarchistycznych (Krajowa Konfederacja Pracy, Iberyjska Federacja Anarchistyczna), socjalistycznych i lewicowo-republikańskich.

## Emigracja po wojnie domowej w Hiszpanii
W ostatnim okresie i po zakończeniu wojny domowej ok. 300 tysięcy osób opuściło Hiszpanię. Większość trafiła do obozów internowania we Francji. Byli oni traktowani przez władze jako element potencjalnie zagrażający wewnętrznej sytuacji we Francji. Albert Meltzer tak opisywał w swoich wspomnieniach, sytuację internowanych uczestników hiszpańskiej wojny: byli oni traktowani jak przestępczy najeźdźcy lub w najlepszym przypadku, jeśli wypuszczeni, jako obca hołota odbierająca chleb od ust obywatelom. Walczący wcześniej przeciwko tyranii i przekonywani, że są pierwszą linią demokracji, teraz byli umieszczani przez tę demokrację za drutem kolczastym na piaszczystych plażach, mając zapewnione w niewielkim stopniu środki do życia, a niekiedy nie mając ich wcale. Dzisiaj te plaże są kurortami turystycznymi….
Po 3 września 1939 roku, kiedy Francja oficjalnie przystąpiła do wojny z Niemcami, około 50 tys. Hiszpanów wcielono do jednostek pomocniczych i „batalionów pracy” francuskiej armii, kilkanaście tysięcy osób trafiło do Legii Cudzoziemskiej. Gdy w maju 1940 roku wojska niemieckie pokonały armię francuską, hiszpańskich uchodźców, wziętych do niewoli (wśród nich sporą grupę anarchistów), automatycznie kierowano do obozów koncentracyjnych, głównie do Mauthausen.

## Hiszpanie we francuskim ruchu oporu

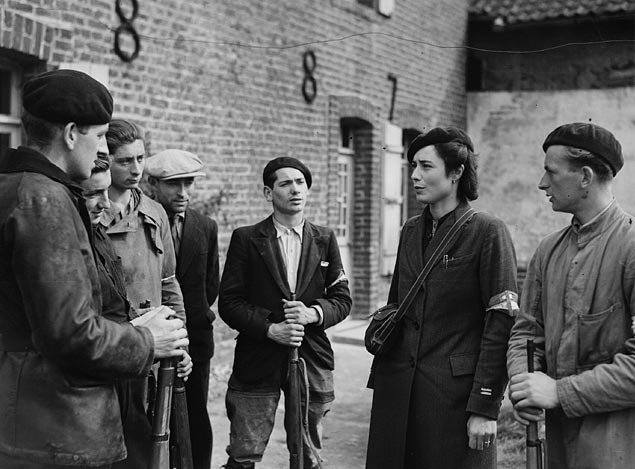
Członkowie jednego z oddziałów Maquis

Część uchodźców rząd Vichy skierował do tzw. Travailleur Entrangers, gdzie pracowali oni przymusowo na rzecz III Rzeszy. Pomimo usilnych prób policji francuskiej, mających na celu zidentyfikowanie osób aktywnych politycznie, hiszpańskie ugrupowania na uchodźstwie zaczęły konsolidować swoje działania w ramach oddziałów pracy przymusowej. Jednym z głównych sposobów oporu był sabotaż, niszczenie maszyn, wysadzania instalacji oraz torów kolejowych. Wkrótce doszły do tego ataki na niemieckich żołnierzy, koszary, kantyny, indywidualne zabójstwa kolaborantów. Hiszpańscy anarchiści tworzyli niezależne komórki partyzanckie, które wchodziły w skład francuskiego Resistance. Takie komórki partyzanckie nazywano Maquis.
W celu koordynacji niezależnych działań hiszpańskich ugrupowań lewicowych we Francji 1942 roku utworzony zostaje Hiszpański Sojusz Demokratyczny. W jego skład weszły oddziały anarchistyczne, socjalistyczne i lewicowo-republikańskie.
6 czerwca 1944 roku po rozpoczęciu operacji wyzwalania Europy Zachodniej przez aliantów, jednostki Maquis przystąpiły do zmasowanego uderzenia na Niemców. Hiszpańskie jednostki miały swój znaczny udział w tej operacji. Południowa część kraju (oprócz portów, które miały bardzo silne niemieckie garnizony) została wyzwolona głównie wysiłkiem jednostek partyzanckich. Anarchistyczny batalion „Libertad", dowodzony przez Ramona Vila Capdevila (pseudonim „Caraquemada”) wyzwolił samodzielnie miasteczko Cahors oraz brał udział w atakach na Royan i Cap Grave, ostatnie bastiony niemieckiego oporu we Francji. Kilkadziesiąt francuskich miast (w tym Tuluza, Marsylia i Nîmes) zostało wyzwolonych przy znacznym udziale hiszpańskich jednostek.
Pierwszymi alianckimi żołnierzami, którzy weszli do Paryża byli hiszpańscy anarchiści z 9 kompanii (z oficjalnym językiem hiszpańskim) podlegającej francuskiej 2 Dywizji Pancernej generała Leclerca. Czołgi wjeżdżające do miasta miały wymalowane farbą na bokach nazwy: „Durutti”, „Ascaso”, „Ebro”, „Guadalajara”.

## Rozwiązanie oddziałów hiszpańskich
Generał de Gaulle bardzo obawiał się wybuchu rewolucji w Tuluzie, gdzie przebywało kilka tysięcy hiszpańskich partyzantów. Oddziały te otrzymały wybór - albo zdadzą broń, albo przyłączą się do regularnej armii francuskiej, przygotowującej się wraz z aliantami do szturmu na porty atlantyckie.
Udział Hiszpanów we francuskim Resistance był kluczowy dla formowania późniejszej partyzantki antyfrankistowskiej na terenie Hiszpanii. Kiedy Niemcy przegrały wojnę, uchodźcy hiszpańscy rozpoczęli przygotowania do powrotu z bronią w ręku do swojego kraju. Panowało powszechne przekonanie, że alianci po zwycięstwie nad III Rzeszą zajmą się teraz rządami generała Franco. Już w czasie trwania walk we Francji, anarchiści ukrywali broń i organizowali infrastrukturę mającą później służyć walce z Franco.
Jednym z głównych organizatorów tego przedsięwzięcia był aktywny działacz anarchistycznej CNT Laureano Cerrada Santos. Podczas swojej działalności we francuskim Resistance udało mu się zgromadzić spore środki finansowe, dużo sprzętu wojskowego oraz objąć kontrolę nad wieloma lokalami i kryjówkami, oddając wszystkie te zasoby do dyspozycji partyzantów, planujących kontynuację walki w Hiszpanii.